# Santa Bárbara Sistemas
Santa Bárbara Sistemas é uma empreiteira de defesa baseado em Madrid, integrado nos "Sistemas de Terra Européens" da General Dynamics. É uma das principais fornecedoras dos Militares da Espanha e é responsável pela montagem de veículos pesados, como o Leopard 2E tanque de batalha principal do Exército espanhol ASCOD AFV Veículo de combate de infarto Pizarro. As principais linhas de negócios da Santa Bárbara Sistemas são veículos blindados, veículos especiais e anfíbios, sistemas de armas, munições e mísseis e Pesquisa e Desenvolvimento. A empresa está entregando os protótipos do Scout SV AFV do Reino Unido através da General Dynamics no Reino Unido.
General Dynamics adquiriu a empresa do governo espanhol em 25 de Julho de 2001.

## Programas de modernização
- Tanques
  - AMX-30E
  - M60 Patton
- Veículos blindados
  - BMR 2